# Rebréchien
Rebréchien es una comuna francesa situada en el departamento de Loiret, en la región de Centro-Valle del Loira.

## Demografía
| 446 | 482 | 591 | 876 | 1005 | 1167 | 1306 |
| Para los censos de 1962 a 1999 la población legal corresponde a la población sin duplicidades (Fuente: INSEE [Consultar]) |     |     |     |      |      |      |